# Louis-Antoine Beaunier

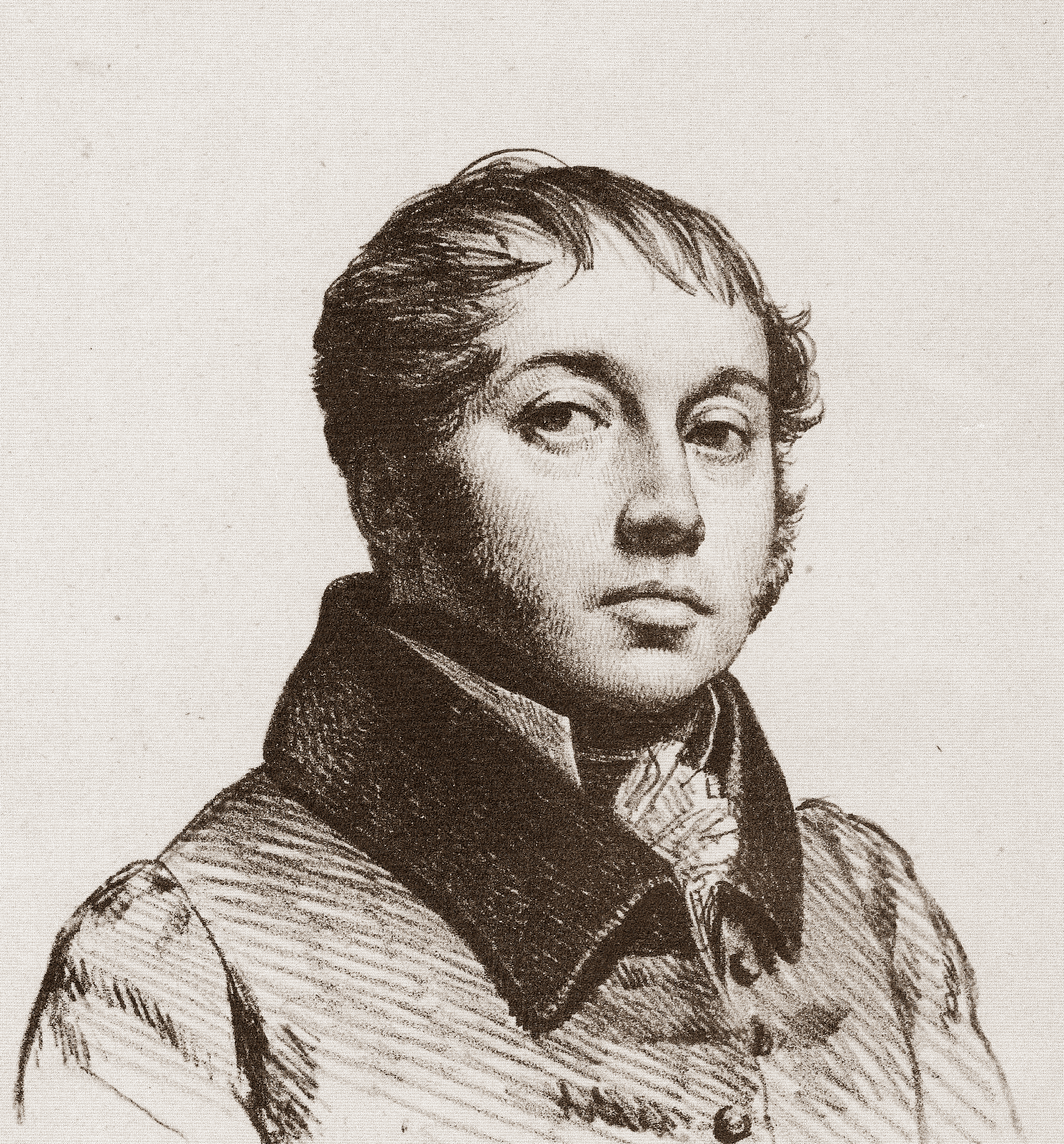
Louis-Antoine Beaunier

Louis-Antoine Beaunier (Melun, 15 januari 1779 - Parijs, 20 augustus 1835) was een Frans ingenieur die een belangrijke rol speelde in de industriële revolutie in zijn land.

## Biografie
Beaunier was de zoon van een ambtenaar. Samen met zijn broer Firmin Hippolyte volgde hij eerst een teken- en schildersopleiding. In 1795 werd hij toegelaten tot de École des Mines in Parijs. Hij studeerde af in 1798 maar bleef verbonden aan de mijnschool. In 1800 en 1801 reisde hij op eigen initiatief het land door om de geologie en de mijnen te bestuderen.
Vanaf 1802 was hij als ingenieur verantwoordelijk voor het noordoostelijk 'mineralogisch arrondissement' van Frankrijk. Het land was in 1799 opgedeeld in zulke arrondissementen om de overheid toe te laten de mijnbouw in de verschillende delen van het land te controleren en te stimuleren. In 1810 werd hij overgeplaatst naar een arrondissement in Zuid-Frankrijk. Naast deze administratieve functie voerde Beaunier ook cartografische missies uit om de gebieden die gunstig waren voor de steenkoolontginning in kaart te brengen: in Alès (1807), in Saarbrücken (1809) en in Saint-Étienne (1812-1813). Van die laatste missie is de Atlas Beaunier het resultaat.
In 1813 werd hij aangesteld als directeur van de École pratique des mines in Geislautern in het Saarland (toen een deel van Frankrijk). Hij deed daar onderzoek naar de kwaliteitsverbetering van staal. In 1814 moest hij vluchten voor de opmars van het Pruisische leger. In 1815 toen het Saarland verloren ging voor Frankrijk, verloor hij deze positie. Het volgend jaar werd hij verantwoordelijk voor het mineralogisch arrondissement rond Saint-Étienne. Hij stond onder andere in voor het verlenen van mijnconcessies. Ook was hij een van de oprichters van de École des Mines de Saint-Étienne. Hij werd ook de eerste directeur van deze mijnschool. Hij bleef directeur, ook na zijn definitieve verhuis naar Parijs in 1830.
Naast zijn ambtelijke functies was Beaunier ook ondernemer. In 1817 was hij betrokken bij de oprichting van de Aciérie de la Bérardière in Saint-Étienne. Deze firma produceerde hoogwaardig staal voor het Franse leger. En in 1823 was hij betrokken bij het ontwerp en de bouw van de spoorlijn Saint-Étienne - Andrézieux, die toeliet om steenkool per spoor te vervoeren naar de Loire.
In 1824 werd hij bevorderd tot inspecteur; hij combineerde deze functie met deze van directeur van de École des Mines. En in 1830 werd hij aangesteld als rekwestmeester bij de Raad van State.

## Eerbewijs
In 1833 werd Beaunier benoemd tot officier in het Legioen van Eer.